# Leucania kashmirensis
Leucania kashmirensis är en fjärilsart som beskrevs av Charles Boursin 1954. Leucania kashmirensis ingår i släktet Leucania och familjen nattflyn. Inga underarter finns listade i Catalogue of Life.